# Estación Mariano Acosta (Belgrano)
Mariano Acosta es el posible nombre de una futura estación ferroviaria que fue contemplada en el Plan Operativo Quinquenal 2016-2020 para los ferrocarriles, presentado por el Ministerio del Interior y Transporte en 2015. Estaría ubicada en la ciudad de Mariano Acosta, partido de Merlo, provincia de Buenos Aires, Argentina.

## Historia
A fines de 2007 se presentó un proyecto ante el Concejo Deliberante de Merlo de constitución de una comisión para el estudio de factibilidad de la extensión del ramal desde la estación Marinos del Crucero General Belgrano hasta las vías del Ferrocarril Domingo Faustino Sarmiento (ramal Merlo-Lobos) y la ruta provincial 40, en el que además se propuso la creación de una estación de enlace con el mencionado ferrocarril en el barrio Santa Isabel de Mariano Acosta, pero el proyecto no prosperó.
En el Plan Operativo Quinquenal 2016-2020 presentado por el Ministerio del Interior y Transporte en 2015, se previó la extensión de la Línea Belgrano Sur hasta la ciudad de Mariano Acosta, creando una estación de enlace para combinar con su homónima de la Línea Sarmiento.
En octubre de 2021, se reactivaron los anuncios para la extensión del servicio entre Marinos del Crucero General Belgrano y esta estación, en un anuncio realizado a un medio local por Daniel Novoa, gerente de la Línea Belgrano Sur.

## Ubicación
La misma estaría ubicada a pocos metros de la ruta provincial 40, cerca del cruce con la Línea Sarmiento (ramal Merlo-Lobos).

## Servicios
Esta estación sería terminal del Ramal M de la Línea Belgrano Sur, que actualmente sólo llega hasta Marinos del Crucero General Belgrano.